# Кобрин Богдан Степанович
Богдан Степанович Кобрин (9 лютого 1950, с. Старі Стрілища, Жидачівський район, Львівська область, УРСР, СРСР) — український політик, підприємець та футбольний функціонер, президент ФК «Карпати» (Львів) у 1992—1994 роках. У часи його керівництва ФК «Карпати» дійшла до фіналу національного Кубка 1993 року, виступали у європейському Кубку володарів кубків 1993—1994 років.

## Життєпис
Богдан Кобрин народився 9 лютого 1950 року в с. Старі Стрілища Жидачівського району Львівської області.
У 1968 році закінчив львівську СШ № 75. З 1979 по 1984 рік навчався на економічному факультеті Львівського державного університету імені Івана Франка.
Працював директором роздрібного об'єднання «Промтовари».
У 2013—2015 роках перший заступник начальника Державної інспекції сільського господарства у Львівській області.

### Футбольна діяльність
У 1992—1994 роках Богдан Кобрин був президентом ФК «Карпати». У часи президентства Богдана Кобрина ФК «Карпати» виступали у європейському Кубку володарів кубків, у Кубку України 1993 року дійшли до фіналу, у якому поступились 2:1 «Динамо» (Київ).
У зимове міжсезоння 1994 року очолив ФК «Скала» (Стрий).
З 2003 по 2013 рік Богдан Кобрин був президентом СК «Сокіл» (Золочів).

### Політична діяльність
Богдан Кобрин був депутатом Львівської міської ради 1-го скликання (1990—1994), члена постійної комісії з питань торгівлі, громадського харчування і платних послуг.
У 1998—2002 роках був членом Народного руху України. З 2005 до 2014 року — член політичної партії «Наша Україна».
У 2006 році був обраний депутатом Львівської міської ради, був членом постійної комісії природокористування, охорони довкілля та благоустрою.
З 2013 до 2014 року був членом партії 5.10. У 2014 році на Парламентських виборах балотувався до Верховної Ради 8-го скликання від партії 5.10, № 21 у виборчому списку партії.
Нині очолює львівський осередок партії «За Життя».

## Особисте життя
Одружений, виховує трьох дітей: сина та дві доньки. Донька Катерина (нар. 1984) є дружиною Тараса Батенка.